# Femke Wiersma
Femke Marije Wiersma (ur. 29 grudnia 1984 w Dokkum) – holenderska polityk, od 2024 minister rolnictwa, rybołówstwa, żywności i zasobów naturalnych.

## Życiorys
Uczyła się w Dockinga College, odbyła też szkolenie wojskowe, przez kilka lat służyła w Koninklijke Marine. Kształciła się następnie w zawodzie pracownika socjalnego. Pracowała jako urzędniczka, prowadziła też własną działalność gospodarczą. W latach 2016–2020 była zatrudniona w organizacji rolniczej VBBM, gdzie zajmowała się lobbingiem. W latach 2017–2021 pełniła funkcję doradczyni Holenderskiego Związku Producentów Mleka (NMV). Dołączyła do partii BoerBurgerBeweging, w 2021 została etatową działaczką tego ugrupowania. W latach 2023–2024 wchodziła w skład władz wykonawczych (Gedeputeerde Staten) prowincji Fryzja, w których odpowiadała m.in. za rolnictwo.
W lipcu 2024 objęła urząd ministra rolnictwa, rybołówstwa, żywności i zasobów naturalnych w nowo powołanym rządzie Dicka Schoofa.